# Инан, Мустафа
Мустафа Инан (1 января 1911, Адана — 5 августа 1967, Фрайбург) — турецкий инженер.

## Биография
Родился в Адане в семье Хюсейина Авни и его жены Рабии. После окончания Первой мировой войны Адана была оккупирована французами, поэтому семья Мустафа Инаны была вынуждена перебраться в Конью. После окончания войны за независимость Турции они вернулись в Адану. В 1931 году Мустафа Инан сдал вступительные экзамены в Стамбульский технический университет. Позднее он был отправлен на учёбу в Швейцарию, где обучался в Высшей технической школе Цюриха. После возвращения из Швейцарии в 1941 году возобновил учёбу в Стамбульском техническом университете. В 1944 году проходил службу в армии, после окончания службы женился на Жале Инан, которая была первой женщиной-археологом Турции. Преподавал в Стамбульском техническом университете, в 1954—1957 годах занимал должность декана, в 1957—1959 годах — ректора. В 1963 году был избран членом научного комитета Совета Турции по научно-техническим исследованиям, позднее занимал должность председателя комитета. Умер 5 августа 1967 года во Фрайбурге. Похоронен на стамбульском кладбище Зинджирликую.